# Erik Wijmeersch
Erik Wijmeersch (Bélgica, 23 de enero de 1970) es un atleta belga retirado especializado en la prueba de 200 m, en la que consiguió ser campeón europeo en pista cubierta en 1996.

## Carrera deportiva
En el Campeonato Europeo de Atletismo en Pista Cubierta de 1996 ganó la medalla de oro en los 200 metros, con un tiempo de 21.04 segundos, por delante del griego Alexis Alexopoulos  y del sueco Torbjörn Eriksson  (bronce con 21.07 segundos).